# Emmauskirche (Gymnich)

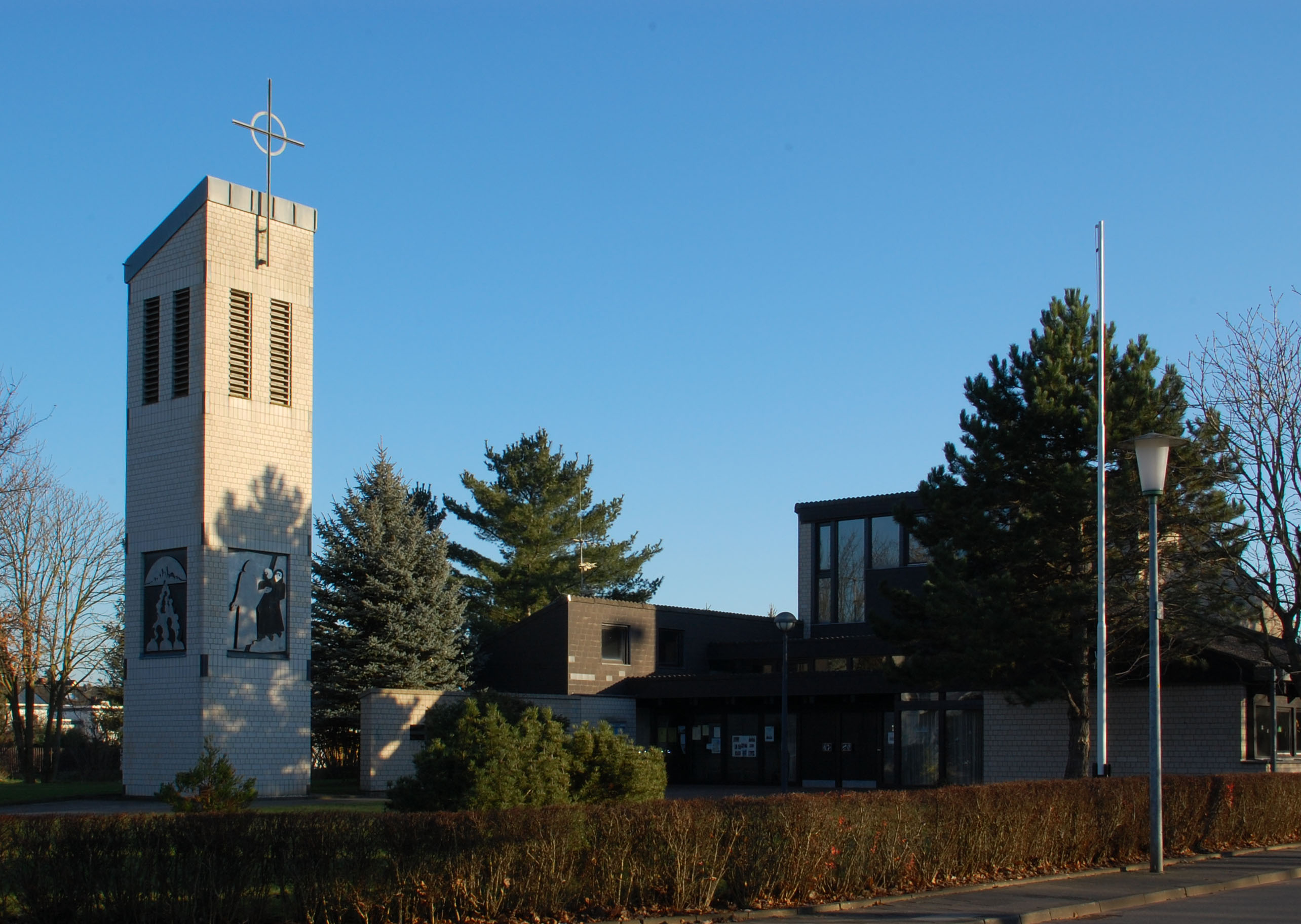
Emmauskirche in Gymnich

Die Emmauskirche ist eine evangelische Kirche im Erftstädter Stadtteil Gymnich. Sie gehört zur Kirchengemeinde Lechenich im Kirchenkreis Köln-Süd der Evangelischen Kirche im Rheinland.

## Geschichte
Die Einwohnerzahl von Gymnich stieg nach dem Zweiten Weltkrieg durch viele Heimatvertriebene stark an, da die Gemeinde Bauland zur Verfügung gestellt hatte. Bis zum Jahre 1968 war die Bevölkerung auf etwa 3200 Einwohner angewachsen. Durch diesen Zuwachs änderte sich die Bevölkerungsstruktur auch in der konfessionellen Zusammensetzung der Ortsbewohner, da ein Großteil der Zugezogenen evangelische Christen waren.
Daher wurden seit dem Ende der 1960er-Jahre die Planungen für ein eigenes Gemeindezentrum in Gymnich, das zur Kirchengemeinde Lechenich gehörte, vorangetrieben. Im Oktober 1980 erfolgte schließlich der erste Spatenstich für den Bau nach Entwurf der Architekten Busmann und Haberer. Nach zweijähriger Bauzeit wurde das Zentrum am 26. April 1982 mit einem feierlichen Gottesdienst der Gemeinde übergeben. Der freistehende Glockenturm wurde nachträglich im Jahr 1990 errichtet.
Aufgrund einer stark rückläufigen Anzahl von Gemeindemitgliedern wurde im Sommer 2021 durch das Presbyterium die Entwidmung der Emmauskirche beschlossen. Am 3. November 2024 fand der Entwidmungsgottesdienst statt.